# Indelning
Indelning är ett begrepp inom grafteorin.

## Definition
En graf {\displaystyle H} säges vara en indelning av en graf {\displaystyle G} om {\displaystyle H} kan erhållas ur {\displaystyle G} genom, eventuellt flera gånger, ersätta en kant med en väg av längd två.